# Danny Phantom
Danny Phantom é uma série de desenho animado estadunidense-canadense, criada por Butch Hartman e produzida pela Billionfold Studios e Nelvana exibida originalmente no dia 3 de abril de 2004, e teve sua última exibição no ano de 2007. O show gira em torno das aventuras de Danny Phantom, um garoto que após um acidente no laboratório de seus pais ganhou o dom de poder se transformar em um fantasma e combater as ameaças que vem a sua cidade.
O personagem foi concebido pela primeira vez em fevereiro de 2003 quando seu criador estava disposto a criar um personagem de ação. Estabeleceu-se que o herói principal teria que ser um garoto adolescente de 14 anos com o intuito de se expandir a liderança conquistada por outro personagem, o Timmy Turner de "Os Padrinhos Mágicos" (the Fairly OddParents), e acompanhar o desenvolvimento etário dos telespectadores. A premissa original foi intitulada "Danny Phantom and the Specter Detectors", onde Danny seria um adolescente normal que combateria fantasmas com armas superpoderosas. Mais tarde o personagem foi alterado para um garoto que tivesse as habilidades de um fantasma.
No Brasil a série estreou primeiramente na Nickelodeon Brasil no dia 1 de outubro de 2004 às 17h30. Mais tarde chegou a passar na Rede Globo a partir de 2007 onde foi líder de audiência dentro da TV Xuxa, e posteriormente da TV Globinho. Depois foi na Rede Bandeirantes em 2012 dentro do Band Kids e em 2017, passou a ser exibida no Show de Desenhos da mesma emissora.

## Enredo

### 1ª temporada
No primeiro episódio "O Monstro de Carne", nos é apresentado Danny Phantom, um garoto híbrido entre humano e fantasma que ainda está tentando controlar seus poderes. Também é mostrado que seus pais Jack e Maddie Fenton são dois aspirantes a caçadores de fantasma e sua irmã Jazz que é uma garota superdotada que tenta proteger Danny do jeito excêntrico de seus pais, além disso nos é apresentado Sam e Tucker, os únicos amigos de Danny na escola que conhecem seus poderes e o ajudam. Neste episódio Danny faz uso de seus poderes para derrotar uma Merendeira fantasma. No decorrer da série Danny vai confrontando novos inimigos como o caçador Caveira (posteriormente renomeado de Skullker), o tecnológico Tecnus, a gênio Desiree, a roqueira Ember além de conhecer Vlad Masters um antigo rival de Jack capaz de se transformar no fantasma Vlad Plasmius que se torna seu principal inimigo. Além são apresentados alguns colegas da escola de Danny como o valentão Dash, a popular Paulina e Valerie, uma garota que secretamente é uma caçadora de fantasmas. Com o tempo Jazz também vai descobrindo a identidade de Danny.

### 2ª temporada
Na segunda temporada, temos um amadurecimento nos personagens. Logo no primeiro episódio Danny passa por uma mudança em seu visual com sua inicial estampada em seu uniforme ao lutar com Desiree. Nesta temporada também tem participação maior dos vilões Skullker e Vlad Plasmius além de outros como o rei fantasma Pariah Dark, sua versão malígna do futuro (Dark Danny) e o dragão fantasmagórico Príncipe Aragon. Em um dos episódios Danny tenta voltar no tempo para impedir Vlad de ganhar seus poderes contaminado por ectoplasma, mas acidentalmente acaba fazendo seu pai sofrer os poderes alterando sua história do tempo. Nesta temporada tem também a inclusão da personagem Dani Phantom, uma clone de Danny criada por Vlad que se torna sua prima. Mais pro final desta temporada Danny tem sua identidade revelada pelo vilão Freakshow que captura os pais de Danny, Sam e Tucker e os mandam atrás das Gemas da Realidade para conseguir o poder de dominar o mundo, felizmente Danny o derrota e consegue apagar a mente de todos usando as gemas.

### 3ª temporada
Na terceira temporada Danny continua suas batalhas contra Vlad que nesta temporada começa a aparecer com mais frequência. Além disso também tem a aparição de inimigos mais poderosos como o tempestuoso Tufão, o vegetal fantasma Arbustos, além do Fantasma da Caixa que ao pegar a caixa de Pandora ganha um poder infinito se tornando pela primeira vez uma ameaça. No final da temporada, Vlad cria uma equipe de caçadores fantasmas altamente tecnológicos e poderosos fazendo Danny ser desprezado completamente, então ele decide remover seus poderes. Porém ao mesmo tempo Vlad revela sua identidade secreta a todos e também que havia criado um asteroide que estava prestes a se chocar com a Terra, nisso Danny recupera seus poderes e por meio deles entra na zona fantasma e reúne todos os seus inimigos para que juntos pudessem deixar o mundo intangivel fazendo o asteroide passar através dele. No final Danny acaba revelando sua identidade secreta a todos e começa a namorar Sam.

## Personagens

### Principais
- Daniel "Danny" Fenton/Danny Phantom:  É um calouro na escola, juntamente com seus amigos, Danny é um garoto tímido, desajeitado de 14 anos que ganhou poderes fantasma em um acidente no laboratório de seus pais ao entrar numa máquina que cria um portal para a zona fantasma. Bombardeado pelos raios do invento, seu DNA é mesclado à ectoplasma lhe dando poderes como as de um fantasma como a capacidade de atravessar paredes, voar e possessão. Como todo adolescente amante de histórias em quadrinhos, ele opta por usar esses poderes para lutar contra espíritos malévolos que freqüentemente escapam da Zona Fantasma e atacam sua cidade natal, Amity Park. No final da série "Planeta Fantasma", ele revela sua identidade secreta a todos e inicia um namoro com Sam.

- Samantha "Sam" Manson: Melhor amiga de Danny e Tucker é uma  individualista estridente e muito inteligente sendo o verdadeiro cérebro da equipe Phantom. Gótica é praticante de uma forma excessivamente dramatizada do vegetarianismo chamado de "Ultra Reciclo-vegetarianismo" (muitas vezes generalizado como "não comer nada que tivesse um rosto"). Tem dois segredos, é rica e não quer contar a ninguém, pois tem receio que as pessoas se aproximem dela somente pelo seu dinheiro, o outro é sua paixão secreta por Danny a quem ela tem vergonha de se declarar e acaba morrendo de ciúmes de todas as garotas de quem ele se aproxima. Detesta as "patricinhas" do colégio por suas atitudes egoístas e o garotos "bombados" que só pensam em esporte. No final de "Planeta Fantasma" ela e Danny começam a namorar.
- Tucker Foley: O melhor amigo de Danny "desde sempre". É um viciado em tecnologia, carne e por meninas. Como Sam, ele divide o segredo de Danny e muitas vezes ajuda nas batalhas contra seus inimigos sobrenaturais. É o alivio cômico para as situações mais tensas.
- Jazmine "Jazz" Fenton é a irmã mais velha de Danny. É uma "superdotada" e "autodidata" sabe-tudo irmã mais velha superprotetora. Costuma ter um visual como as garotas dos anos 70. Se enxerga a si mesma como a única adulta responsável da família e considera  a obsessão dos pais com fantasmas prejudicial para a formação de Danny e que isso seria um sinal de que os dois necessitam de ajuda psicológica. Ela finalmente descobre sobre os poderes de Danny, mas prefere não revelar até que ele esteja pronto para conversar com ela sobre ou que sua vida esteja em perigo.
- Jack Fenton: É o pai de Danny, e marido de Maddie. É um inventor genial de apetrechos para combate ao sobrenatural embora não tenha a mesma habilidade como um caçador de fantasmas. Jack manifesta um ódio irracional aos fantasmas e é obcecado por destruí-los "molécula por molécula", cegamente indo pela crença de que todos os fantasmas são maus e não merecem existir, incluindo Danny Phantom. Desligado por natureza e avoado por opção, ele não se dá conta dos poderes fantasmas de seu filho caçula apesar de todas as pistas apontarem para tal, se torna um lutador eficaz quando sua família corre perigo já tendo derrotado inclusive Vlad Plasmius. Uma característica engraçada do personagem é quase nunca é visto sem o seu berrante macacão laranja. Juntamente com Maddie, criou todas as tecnologias ecto como o portão-fantasma e as armas de caça e combate à fantasmas além de várias outras. No final de "Planeta Fantasma" ele descobre a identidade secreta de Danny.
- Madeline "Maddie" Fenton é mãe de Danny e Jazz. Muito carinhosa e extremamente "coruja" em relação aos filhos, como o marido, ela é uma gênio talentosa e dedicada em destruir fantasmas, embora geralmente destina-se mais a dissecar para estudá-los. Habilidosa lutadora de artes marciais, com o marido ela divide a obsessão em destruir fantasmas e raramente é vista sem o seu macacão azul. É tão desligada quanto ao não conseguir perceber a mudança radical do filho. No final de "Planeta Fantasma" ela descobre a identidade secreta de Danny.

### Vilões
- Vlad Plasmius: É o alter-ego do arqui-inimigo de Danny, Vlad Masters, o excêntrico multi-milionário. No passado fora amigo de Jack Fentom até que um acidente na construção do protótipo do portão fantasma deixa Vlad com uma séria sequela, uma acne fantasma que acaba com suas pretensões de ficar com a, agora, Maddie Fentom, o que faz ficar rancoroso e odiar a tudo e a todos, e em especial Jack. Com o tempo ele descobre-se com poderes sobrenaturais provenientes da sua contaminação com ectoplasma. Possui os mesmos poderes de Danny Phantom só que ampliados pela sua experiência de mais de 10 anos em relação ao herói e os usa em benefício próprio roubando bancos e dominando a mente de milionários com o intuito de apossar-se de suas riquezas. Por ser mais poderoso, sempre consegue derrotar Danny em combate direto, só perdendo para a inteligência e esperteza do garoto-fantasma que sempre o derrota com alguma estratégia de última hora. Sempre que pode tenta "roubar" Maddie de Jack, o que ele descobre depois de muitas tentativas ser infrutífero já ela ama profundamente o grande trapalhão Fentom pelo seu bom coração.
- Caveira ou Skullter: É um caçador de fantasmas raros que ele coleciona para exibi-los em sua ilha na zona fantasma. Sua aparência é a de um enorme robô com cabelo flamejante, mas na verdade ele é um pequenino espectro verde que pilota a armadura como um traje cibernético. Tenta várias vezes capturar Danny por ele ser um raro híbrido mas desiste após conhecer Vlad Plasmius e opta por simplesmente tentar matá-lo. Tem como namorada Ember Mc Laine.
- Ember McLain: É uma fantasma roqueira. Faz uso de sua voz hipnótica para dominar os humanos e sujeita-los as suas vontades. Usa uma guitarra fantasmagórica como amplificador de seus poderes e arma de ataque. Namora o ciber-mercenário Skulker
- Fantasma da caixa: Fantasma bobo que não faz mal a uma mosca, e que vive enchendo o saco do trio. Tem poderes sobre caixas, mas é ingênuo demais para usá-lo com força total.
- Cavaleiro fantasma: O servo do rei fantasma, sua espada, a Ceifadora de Alam recria o pior pesadelo das pessoas. Ele também é o Fantasma do Halloween.
- Clamper: Um fantasma solitário que tem poderes de gelo e que vive perguntando para todos se querem ser seus amigos, o que o faz um dos fantasmas fracos mais chatos do desenho.
- Dan Phantom: Uma versão maligna de Danny vinda do futuro e é o principal antagonista do especial "O Maior dos Inimigos". No passado, Danny colou em um teste vocacional que deveria decidir seu futuro e seus amigos, sua família e o seu próprio professor pagaram o preço, pois Lancer descobriu e quis marcar uma reunião com os pais de Danny perto do Nasty Burguer, que explodiu, matando todos a não ser Danny. Após o incidente, Danny foi morar com Vlad, a última pessoa no mundo que poderia entender ele, Vlad não conseguiu ver Danny sofrendo daquele jeito, tentou separar Danny da sua metade fantasma, mas a parte fantasma de Danny se tornou hostil e derrubou Vlad, usou as suas ecto-garras para separar Vlad e sua metade fantasma, absorveu a parte fantasma de Vlad e se tornou Dan Phantom. Depois disso ele destruiu a matou sua parte humana, destruiu a mansão de Vlad e começou a causar destruição para toda a humanidade por 10 anos, Danny consegue vencê-lo, ou quase, pois depois do ataque ele se levanta, Danny o prende na Fento Térmica e Clock Work fica encarregado de vigia-lo, o único problema é que no final do capítulo ele deixa uma marca na Fenton Térmica, parecendo ser capaz de fugir, no entanto não apareceu novamente, deixando sua aparição como algo que ainda pode não ter se encerrado.
- Desiree: Uma gênio-fantasma que realiza todos os desejos que escuta, e a cada um deles fica mais poderosa. Ela já fez Danny nunca ter conhecido a Sam, fazendo com que o garoto nunca tivesse tido poderes fantasmas ou qualquer memória de suas batalhas, e gostou disso porque sabia que Danny virou metade fantasma por causa de Sam e ela que deu poderes fantasmagóricos à Tucker. Quando era viva, foi amante de um sultão, mas quando a esposa deste descobriu, a expulsou do reino, o que fez com que morresse de desgosto. Desde então, seu espírito passou a realizar dsejos de todos, mas ainda não recebendo atenção, realizou os desejos de forma maléfica.
- Dora: Uma fantasma que veste um traje medieval e usa um medalhão que sempre que ela fica com raiva ou chateada o medalhão a transforma em um dragão enorme.
- Freakshow: Homem que controla fantasmas com seu cetro, e os obriga a roubar. Ele é descendente de uma família que conhece as artes negras fantasmagóricas. Ele tem uma assistente chamada Lydia. Ele já possuiu Danny uma vez para ele cometer roubos e já tentou matar os pais de Danny, Sam e Tucker com a Luva da Realidade.
- Johnny 13 e Kitty: Johnny é um espírito do azar com uma sombra poderosa, e uma bela namorada chamada Kitty. Johnny tem uma moto fantasma com um 13 cravado nela. Ele tentou uma vez fazer com que Kitty possuísse a irmã do Danny, mas falhou e Kitty já possuiu Paulina, fazendo Danny pensar que ela tinha se apaixonado por ele.
- Homens de Branco: Não são bem vilões, trabalham pro governo caçando fantasmas e são fanáticos por limpeza. Vivem tentando capturar Danny por causa de ser uma entidade ectoplásmica de nível 7 afirmando que é demasiado poderoso para andar a solta.
- Merendeira: Fantasma de uma cozinheira que controla a carne. Ela odeia a Sam por tentar muda o cardápio da escola para vegetariano.
- Nicolai Technus: Fantasma que controla todos os aparelhos mecânicos e fala demais de si mesmo, e não é muito atual, tal que se apossa de tecnologia antiga e usa gíria do século passado. Ele assume várias formas diferentes.
- Penélope Spectra: Penelope Spectra é uma vampira emocional com forma de sombra. Fantasma mulher que usa a depressão dos adolescentes para ficar mais jovem, se disfarça de humana, e tem um assistente que tem o poder de mudar de forma chamado Bertrand. É uma das inimigas mais terríveis de Danny, pois faz de tudo para conseguir o que quer, até matar!
- Rei fantasma: O rei de todos os fantasmas, o fantasma mais poderosos de todos os tempos sem contar a mistura do lado mal do Danny com o do Vlad. Seu nome real é Pariah Dark e só ele é capaz de usar o Anel da Fúria e a Coroa de Chamas, que permitem ele fazer qualquer coisa.
- Walker: Fantasma que controla uma prisão na zona dos fantasmas. Ele odeia humanos e vive criando regras para prender fantasmas que ele acha que esta fazendo algo errado. Odeia Danny, pois acha que ele deve escolher entre ser um fantasma ou humano.
- Youngblood: Um pirata criancinha que tem uma perna de canhão e só pode ser visto por crianças. Ele também é chamado de Miúdo, tem um parceiro esqueleto que pode se transformar em cavalo ou Papagaio. Já fez os pais e a irmã de Danny pensarem que ele estava louco, pois Danny ficava vendo ele em toda parte e ele só pode não pode ser vistos por adultos ou crianças com mente de adulto.

### Secundários
- Sr. Lancer: É o professor do Instituto Casper, a escola de Danny, Sam e Tucker e dos demais adolescentes do desenho. Ele se mostra um adulto responsável e durão na maior parte do tempo, mas é preocupado com o futuro dos alunos, mostrando isso com autoridade doentia.
- Paulina Sanchez: Uma garota popular, sua melhor amiga é Star e tem todos os garotos da escola a seus pés. Era a garota dos sonhos de Danny nas primeiras temporadas, mas que nunca deu muita importância para ele. Quando conheceu Danny Phantom em sua forma fantasma, se apaixonou por ele. Danny deixou de gostar de Paulina na terceira temporada, e se mostrou mais interessando em Sam Manson.
- Dash: É o valentão do Instituto Casper, que vive batendo nos alunos, e também gosta de Paulina. Ele normalmente se mostra um durão, mas quando vê um fantasma por perto sai correndo de medo.
- Kuan: É o melhor amigo do Dash, outro valentão, mas algumas vezes ele pega leve com os alunos e é um desleixado. Kuan gosta de uma garota chamada Star.
- Star: É a melhor amiga de Paulina, gosta do Kuan é muito metida, ela e Paulina adoram fazer gracinhas com Sam, Tucker e Danny. Uma vez Tucker tentou namorá-la, mas foi tratado como um escravo.
- Valerie Gray: É uma garota que é caça-fantasma profissional e fica sempre no pé de Danny Phantom (menino fantasma). Ela gosta do Danny, mas não sabe que ele é o menino fantasma.Eles quase namoraram, mas não chegaram a tanto porque Valerie era caça-fantasma. Ela é financiada secretamente por Vlad Plasmius, mas não sabe da metade fantasma do próprio financiador.
- Danielle "Dani" Phantom: Garota Fantasma que diz ser prima de Terceiro Grau de Danny, mas é um clone que Vlad Plasmius criou a tentar criar a criança perfeita (para ele). Mais tarde ela se torna prima real de Danny, e acaba viajando pelo mundo em busca de sua própria aventura. No episódio "D-Stabilized", ela quase derrete, mas consegue ficar na forma humana, no "Phantom Planet" ela ajuda Danny a tornar a Terra intangível.
- Gregor: Um garoto por qual se apaixona por Sam, que a conheceu no Nasty Burger e ele também é de extremo comportamento a favor do vegetarianismo e da reciclagem. Danny suspeitou que ele fosse um espião dos Homens de Branco e ficou com ciúmes.
- Sr. e Sra Mansom: Pais de Sam Manson, são muito ricos e eles não gostam que a Sam ande com Danny e Tucker.
- Sr. e Sra Foley: Pais de Tucker Folley, considerando os pais de Sam e Danny, os pais de Tucker são os mais normais. Se preocupam com o filho, não fazem nada antes de pensar se isso vai afetar o garoto de alguma forma e não tem nada contra os amigos do filho. Às vezes eles são superprotetores demais, mas na maioria das vezes são ótimos pais.

## Invenções
- Fenton Portal: Portal para a zona dos fantasmas que transformou Danny e Vlad em meio-fantasmas.
- Fenton Térmica: Garrafa térmica que suga os fantasmas para seu interior.
- Ecto Filtro: Máquina que filtra todo tipo de fantasmas. Danny já usou uma vez para se dividir em dois Dannys: O Danny Phantom humano, meio devagar e relaxado, e o Danny Phantom, com comportamentos comparáveis a de um Super-Homem e salvador.
- Vara de pescar Fenton: Vara de pescar fantasmas que os fantasmas não rompem.
- Descascador Fenton: Armadura de ferro que lança um laser que descasca os fantasma. Já foi usado duas vezes por Jazz: Uma contra Spectra e outra vez contra Dark Danny, a versão futurística do mal de Danny.
- Fenton Luvas: Luvas que os fantasma não atravessam. São como luva de boxe que causam danos aos fantasmas.
- Aspirador Fenton: Um aspirador que suga os fantasmas. Danny já foi preso dentro disso pela própria mãe.
- Dedo-Duro: Mostra onde tem um fantasma. Quando detecta um fantasma diz: "Fantasma! Fantasma!"
- Ecto Esqueleto: Super armadura poderosíssima que acaba com a força vital do usuário, mas faz ele ter uma força enorme contra fantasmas. Já foi usada por Danny para combater Pariah Dark, o Rei Fantasma, e por Jazz para lutar contra Danny.
- Ecto Jack nove em um: Prendedor de fantasmas com a cara do Jack. Prende os Fantasmas e dá-lhes um choque muito poderoso, fazendo o fantasma explodir às vezes.
- Ecto Refletor: Repele todos os fantasmas que encostam no usuário. Se um fantasma usar isso, faz com que ele enfraqueça e fique com muito ferido.
- Fenton Veículo de ataque: transporte terrestre que tem dezenas de armas.
- Veículo de transporte da Zona dos Fantasmas: Transporte para a zona dos fantasmas.Tem um detector que indica onde tem alguma coisa do mundo humano (Pessoas, objetos, etc...).
- Ecto macacão: Macacão especial com várias armas em todas as partes.
- Ecto arma: Raio Laser de feixes de energia como a dos fantasmas.
- Boo-merang: Bumerangue que pode ser programado para achar qualquer fantasma. Vive batendo na cabeça do Danny.
- Ecto canhão: Arma que lança gosma ectoplasmática nos fantasmas.
- Bazooka Fenton: Arma que lança um portal fantasma portátil. Usado principalmente por Mandie, que já usou contra Walker, seus soldados, um fantasma de um lobisomem amigo de Danny e já tentou usar no próprio filho na forma fantasma, mas falhou.
- Escudo Fantasma: Cúpula protetora contra fantasmas.

## Cancelamento
Em 24 janeiro de 2007, Butch Hartman anunciou a decisão de cancelar a produção do Danny Phantom.